# Adriano Paolucci
Pour les articles homonymes, voir Paolucci.
Andrea Semenzato, né le 11 février 1979 à Rome en Italie, est un joueur italien de volley-ball. Il mesure 1,90 m et joue passeur.

## Clubs
| Club                               | De        | À         |
| ---------------------------------- | --------- | --------- |
| Rome Volley                        | 1997-1998 | 2001-2002 |
| Blu Volley Vérone                  | sep 2002  | déc 2002  |
| Pallavolo Reima Crema              | jan 2003  | avr 2003  |
| Salento d'Amare Taviano            | 2003-2004 | 2005-2006 |
| Marconi M.M. Volley Spolète        | 2006-2007 | 2006-2007 |
| New Mater Volley Castellana Grotte | 2007-2008 | 2007-2008 |
| Pallavolo Mantoue                  | 2008-2009 | 2008-2009 |
| M. Roma Volley                     | 2009-2010 | 2011-2012 |
| Argos Volley                       | 2012-2013 | 2012-2013 |
| Sir Safety Pérouse                 | 2012-2013 | ...       |

## Palmarès
- Coupe de la CEV (1)
  - Vainqueur : 2000
- Championnat d'Italie (1)
  - Vainqueur : 2000
  - Finaliste : 2014
- Coupe d'Italie
  - Finaliste : 2014